# Hadrobelus
Hadrobelus là một chi bọ cánh cứng trong họ Belidae.